# Чёрная (приток Мендели)
Чёрная — река в России, протекает в Красноярском крае. Устье реки находится в 70 км по левому берегу реки Мендель. Длина реки составляет 58 км.

## Данные водного реестра
По данным государственного водного реестра России относится к Верхнеобскому бассейновому округу, водохозяйственный участок реки — Кеть, речной подбассейн реки — бассейн притоков (Верхней) Оби от Чулыма до Кети. Речной бассейн реки — (Верхняя) Обь до впадения Иртыша.